# Elaphria mutata
Elaphria mutata är en fjärilsart som beskrevs av Heinrich Benno Möschler 1886. Elaphria mutata ingår i släktet Elaphria och familjen nattflyn. Inga underarter finns listade i Catalogue of Life.